# Konsortiet (Holbæk)
Konsortiet er et kvarter i det centrale Holbæk. Bydelen blev udviklet i starten af 1900-tallet omkring den nybyggede Centralskole, af et konsortium bestående af købmændene Anders Larsen, Julius Mortensen og Carl Reffs. Vejene i kvarteret har fået navn efter legatstiftere fra Holbæk Købstad.
Det første byggeri i kvarteret var arbejderboligerne på Chr. Hansens Vej, der blev opført af købmand Chr. Hansen i 1884. Kvarterets udvikling tog for alvor fart med anlægget af Centralskolen (Den nuværende Østre Skole) i årene 1903-15, og kvarteret udbyggedes i årene herefter. Kvarterets markante byggerier er, udover Østre Skole, plejehjemmet "Holbækhus" (opført som "De Gamles Hjem" i 1903) og den tyrkiske moske på Smithsvej. Sidstnævnte blev oprindeligt opført som soldaterhjem for den nærliggende kaserne.